# Storia del Ciad

## Preistoria
Il territorio dell'odierno Ciad include alcuni dei siti archeologici più ricchi dell'Africa, che testimoniano la presenza umana fin da tempi antichissimi. Nel 2001 è stato ritrovato a Toros-Menalla un teschio di ominide di oltre 7 milioni di anni fa, classificato col nome scientifico di Sahelanthropus tchadensis; nel 1996 era stata trovata una mascella di 3 milioni di anni fa (Australopithecus bahrelghazali). Presso Ennedi sono stati ritrovati esempi di arte rupestre databili al settimo millennio a.C. e che potrebbero rappresentare i più antichi artefatti neolitici della zona del Sahara. Si ritiene in effetti che la civiltà neolitica si sia sviluppata prima in questa zona che nella Valle del Nilo.

## Gli antichi imperi
Verso la fine del primo millennio d.C., nel Ciad centrale e nel Sahel iniziarono ad apparire strutture sociali di tipo statale. Tradizionalmente si riteneva che questi stati fossero fondati dagli arabi; oggi prevale l'opinione che fossero indigeni, e che l'immigrazione araba e l'Islam ne abbiano solo influenzato l'evoluzione. Si trattava nella maggior parte dei casi di regni in cui il monarca era considerato divino e accentrava potere temporale e spirituale. L'economia di questi stati era alimentata dalle vie commerciali trans-sahariane, di cui si disputavano il controllo. Fra i numerosi regni che si alternarono nella zona, i più importanti furono quello di Kanem-Bornu, quello di Baguirmi e quello di Ouaddai. Questi regni ci sono noti attraverso scritti in lingua araba: cronache di corte o resoconti di viaggi di mercanti e navigatori arabi.

### Kanem-Bornu
Il primo nucleo dell'impero Kanem-Bornu, l'impero di Kanem, nacque nel IX secolo a nordest del lago Ciad, da antenati del popolo Kanembu. Verso la fine dell'XI secolo, Hummay, sovrano della dinastia Sayfawa, si convertì all'Islam. Nel secolo seguente i Sayfawa estesero il loro dominio a sud nella regione di Kanem, dove fondarono quella che sarebbe diventata la capitale dell'impero, Njimi. La potenza del regno di Kanem giunse al suo apice durante il regno di Dunama Dabbalemi (ca. 1221-1259).
Verso la fine del XIV secolo, lotte intestine e pressioni di nemici ai confini causarono la caduta dell'impero di Kanem. Nel 1396 gli invasori Bulala costrinsero il re Umar Idrismi ad abbandonare Njimi e fuggire con i Kanembu nello stato di Bornu, sul versante occidentale del lago Ciad. Col tempo, i popoli Kanembu e Bornu si mescolarono fino a dar vita a un nuovo popolo, i Kanuri, con una nuova lingua e una nuova capitale a Ngazargamu.
Il nuovo impero di Kanem-Bornu raggiunse il proprio apice durante il regno di Idris Aluma (ca. 1571–1603), ricordato per la sua abilità di stratega, per le riforme amministrative, e per l'amore per l'Islam. Dopo la morte di Aluma, il regno prosperò per qualche tempo, per poi declinare nel XVIII secolo. Nel 1808 l'impero di Fulani conquistò Ngazargamu. La dinastia Sayfawa si concluse nel 1846 e l'impero cadde definitivamente nel 1893.

### Baguirmi e Ouaddai
Dopo Kanem-Bornu, i due regni di maggior importanza storica del Ciad precoloniale furono Baguirmi e Ouaddai. Il Regno di Baguirmi sorse nel XVI secolo a sudest di Kanem-Bornu. Con l'adozione dell'Islam il regno divenne un sultanato. Fra il XVII e il XVIII secolo alternò fra periodi di indipendenza e di subalternità e vassallaggio rispetto a Kanem-Bornu. All'inizio del XIX secolo subì la minaccia militare di Ouaddai. Quando la capitale fu bruciata nel 1893, il sultano ottenne che il suo stato divenisse protettorato francese.
Ouaddai era situato a nordest di Baguirmi, e sorse nello stesso periodo, per scissione dal regno di Darfur. Nel XIV secolo il regno fu governato dall'etnia Tunjur (allora non islamica). Nel secolo successivo diversi gruppi islamici unirono le proprie forze con la guida di Abd al-Karim di Ouaddai, che sconfisse i Tunjur e trasformò Ouaddai in sultanato.
Per gran parte del XVIII secolo il sultanato dovette respingere i tentativi del Darfur di annetterlo nuovamente; quindi, intorno al 1800, iniziò un proprio processo espansionistico sotto la guida di Sabun. Sabun scoprì una nuova e redditizia rotta commerciale a nord; prese a battere moneta, e importare armi e consiglieri militari dal Nordafrica.
Dopo la morte di Sabun, nel 1838, il Darfur tentò di riacquisire il controllo del sultanato imponendo un proprio candidato alla successione, Muhammad Sharif di Ouaddai; questi, però, tradì la propria missione, rifiutando di sottomettersi al Darfur ed estendendo ulteriormente i possedimenti di Ouaddai (in parte a spese di Baguirmi) fino al fiume Chari.
Gli Ouaddai si opposero strenuamente alla dominazione francese, venendo sconfitti solo nel XX secolo.

## Colonizzazione francese (1900–40)
I francesi iniziarono a penetrare nel Ciad a partire dal 1891, con spedizioni militari contro i regni musulmani. Nella decisiva battaglia di Kousséri, il 22 aprile 1900, il maggiore Lamy e il signore della guerra sudanese Rabih az-Zubayr si affrontarono, rimanendo entrambi uccisi. La battaglia valse comunque la vittoria alla Francia.
Nel 1905, l'amministrazione del Ciad fu formalmente affidata al governatore generale dell'Africa Equatoriale Francese a Brazzaville. Solo nel 1920 il Ciad divenne una colonia separata, con una propria amministrazione (un tenente-governatore dislocato a Fort-Lamy, oggi N'Djamena).
I francesi nutrivano pochissimo interesse per il Ciad; la colonia veniva usata solo per la coltivazione del cotone e per prelevarne manodopera da impiegare nelle colonie più produttive. Di conseguenza, gli investimenti per la costruzione di infrastrutture in Ciad furono minimi. Grandi aree furono praticamente dimenticate dall'amministrazione, che si occupò attivamente solo nel controllo del Ciad meridionale.

## Decolonizzazione (1940–60)
Durante la seconda guerra mondiale, dopo la sconfitta della Francia, il Ciad fu la prima colonia a ricongiungersi agli Alleati (il 26 agosto 1940), sotto l'amministrazione di Félix Éboué, il primo governatore coloniale francese nero. Una colonna militare del Ciad guidata dal colonnello Philippe Leclerc de Hauteclocque entrò in Libia, strappando Kufra alle forze dell'Asse.
Dopo la fine della guerra iniziarono a svilupparsi in Ciad i primi partiti locali. Il primo a nascere fu l'Unione Democratica del Chad (UDT), espressione soprattutto degli interessi francesi e di quelli di un'élite composta di nobili musulmani e di Ouaddai. Poco tempo dopo sorse il più radicale Partito Progressista del Ciad (PPT), guidato da François Tombalbaye. La contesa fra UDT e PPT rappresentava anche quella fra i popoli meridionali, cristiani e animisti, e quelli islamici del nord.
Dopo un referendum, il 28 settembre 1958 l'Africa Equatoriale Francese fu sciolta; il 28 novembre nacquero ufficialmente gli stati indipendenti Gabon, Congo, Repubblica Centrafricana e Ciad, tutti membri della Comunità francese. Primo presidente del Ciad fu Tombalbaye del PPT.

## L'amministrazione Tombalbaye (1960–75)
Uno degli aspetti più marcati dell'amministrazione di Tombalbaye fu la sua natura autoritaria e il dichiarato disinteresse per la democrazia. Già nel gennaio 1962 aveva bandito tutti i partiti eccetto il PPT, e aveva cominciato un'operazione di accentramento del potere. Le prigioni iniziarono a riempirsi di oppositori politici del regime.
Tombalbaye mostrò anche di discriminare pesantemente le regioni centrosettentrionali del paese. Fra le conseguenze di questo atteggiamento ci fu la rivolta fiscale del 1º novembre 1965 nel Dipartimento di Guéra, in cui ci furono 500 morti. Nel 1966 nacque in Sudan il Fronte Nazionale per la Liberazione del Chad (FROLINAT) e iniziò una sanguinosa guerra civile.
Tombalbaye dapprima chiese l'intervento delle truppe francesi; poi strinse relazioni amichevoli con il presidente della Libia Muammar Gheddafi, riuscendo in questo modo a tagliare la principale fonte di sostegno per i ribelli. Pur riuscendo a ridimensionare la minaccia FROLINAT, Tombalbaye iniziò a comportarsi in modo sempre più brutale e irrazionale, perdendo consensi anche al sud. Il 13 aprile 1975, Tombalbaye fu ucciso durante un colpo di Stato dalla gendarmerie di N'Djamena.

## Governo militare e guerra civile (1975–82)
Dopo il colpo di Stato, il generale del sud Félix Malloum emerse come nuovo capo della giunta militare. Inizialmente i golpisti godettero del favore del popolo, soprattutto nella zona di N'Djamena; successivamente, però, il loro consenso iniziò a scemare e i guerriglieri del FROLINAT tornarono a diventare un pericolo rilevante per il governo. Nel 1978, Malloum scese a patti con il FROLINAT, e il leader ribelle Hissène Habré fu nominato primo ministro. Successivi dissensi portarono Habré a schierare le sue forze contro l'esercito regolare comandato da Malloum, e a scontri nella capitale nel febbraio del 1979. Malloum fu scacciato dalla presidenza e scoppiò una guerra civile che vedeva contrapposte 11 diverse fazioni in tutto il paese. Il governo centrale divenne sostanzialmente irrilevante. A quel punto, i governi dei paesi africani vicini decisero di intervenire.
Quattro conferenze di pace internazionali, organizzate prima dalla Nigeria e poi dalla Organization of African Unity (OAU), cercarono di ricomporre il conflitto. La quarta, tenutasi a Lagos nell'agosto del 1979, portò alla firma di un trattato di pace noto come Accordo di Lagos, che prevedeva la formazione di un governo di transizione (Gouvernement d'Union Nationale de Transition, GUNT) per condurre il paese alle prossime elezioni. Il governo di transizione rimase in carica per 18 mesi, con presidente il settentrionale Goukouni Oueddei e vicepresidente il meridionale Wadel Abdelkader Kamougué; Habré fu nominato Ministro della Difesa. Questa coalizione si dimostrò fragile: nel gennaio del 1980 ricominciarono gli scontri fra le forze di Oueddei e quelle di Habré. Oueddei riconquistò il controllo della capitale e di altri centri importanti del paese con l'aiuto della Libia, e nel gennaio del 1981 annunciò che Libia e Ciad avrebbero intrapreso un percorso di unificazione dei due paesi. L'annuncio comunque suscitò numerose critiche anche a livello internazionale, e Oueddei dovette ritornare sui suoi passi e chiedere che le forze libiche lasciassero il paese.

## Conflitto con la Libia

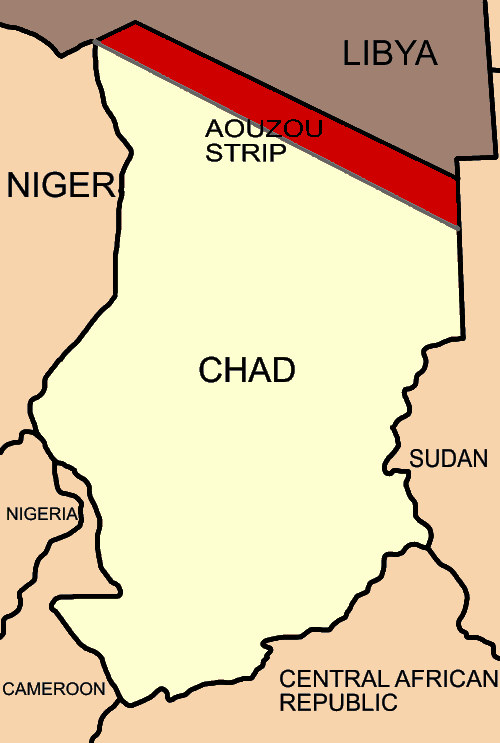
La striscia di Aozou, occupata dalla Libia fra il 1976 e il 1987

Le forze libiche N'Djamena, instaurando un regime di terrore per disfarsi dei suoi numerosi avversari politici. Nell'estate del 1983, l'esercito del governo di transizione lanciarono una nuova offensiva col supporto della Libia. Le forze di pace francesi e dello Zaire presenti in Ciad si schierarono con Habré contro la Libia. Nel 1984 Francia e Libia siglarono un accordo per il ritiro delle truppe di entrambi i paesi dal Ciad. Francia e Zaire si ritirarono, ma la Libia infranse l'accordo mantenendole.
Nel 1985 Habré si riconciliò con alcuni dei suoi avversari, incluso il Fronte Democratico del Ciad (FDT) e il Comitato per l'Azione di Coordinamento del Consiglio Rivoluzionario Democratico. Anche Oueddei tornò a schierarsi con Habré, e insieme espulsero le forze libiche dal Ciad. Ciad e Libia firmarono il cessate il fuoco, che rimase in vigore dal 1987 al 1988, e dopo diversi anni di negoziati la Corte internazionale di giustizia assegnò la striscia di Aozou al Ciad.

## L'amministrazione Déby
Negli anni novanta riprese la tensione all'interno della classe politica del Ciad, in particolare fra gruppi afferenti alle etnie Hadjerai, Zaghawa e Gorane. Nell'aprile 1989 Idriss Déby, uno dei generali Zaghawa di Habré, disertò, ritirandosi nel Darfur, in Sudan, da dove iniziò a sferrare attacchi verso Habré (che era di etnia Gorane). Nel dicembre del 1990, con l'aiuto della Libia e senza trovare l'opposizione delle forze francesi stanziate in Ciad, l'esercito di Déby marciò su N'Djamena. Dopo 3 mesi, il partito di Déby (il Movimento per la Salvezza Patriottica, MPS) diede forma a un nuovo governo, con Déby come presidente.
Negli anni successivi Déby riuscì a sventare almeno due tentativi di colpo di Stato. Fra i principali oppositori del nuovo regime c'erano il Movimento per la Democrazia e lo Sviluppo (MDD), il Comitato di Revival Nazionale per la Pace e la Democrazia (CSNPD), il Fronte Nazionale del Ciad (FNT) e le Forze Armate Occidentali (FAO). Nel frattempo mise in atto (anche in seguito a pressioni francesi) un programma di riforme volto a consentire nel paese il pluralismo politico; i principali partiti furono dichiarati legali nel 1992. Questo non fu sufficiente a mettere fine agli scontri; nel 1994 il CSNPD guidato da Kette Moise e altri gruppi politici del Ciad meridionale stipularono un accordo con il governo, ma il trattato fu infranto poco dopo. Nuovi scontri ebbero luogo nel 1994 e nel 1995, ed emersero nuovi gruppi politici e paramilitari, come le Forze Armate per una Repubblica Federale (FARF) e il Fronte Democratico per il Rinnovamento (FDR).
Nel 1996 Déby annunciò di voler tenere elezioni presidenziali in giugno (le prime elezioni multipartitiche in Ciad) e le vinse (sebbene osservatori internazionali denunciassero numerose irregolarità nello svolgimento del procedimento elettivo).
A metà del 1997 il governo stipulò un nuovo trattato di pace, questa volta con FARF, MDD e altri soggetti politici. Ancora una volta ai trattati seguirono nuovi scontri, in cui il governo ebbe la meglio, arrivando alla disfatta del FARF nel maggio del 1998. Tuttavia, proseguono ancora oggi schermaglie in diverse parti del paese; in particolare nella Regione di Tibesti fra le forze governative e i ribelli del Movimento del Ciad per la Giustizia e la Democrazia (MDJT).
Nel frattempo, Déby cercò di ristabilire l'ordine amministrativo e politico nel paese, e di ottenere il riconoscimento del Ciad come destinazione di aiuti economici da parte della Banca Mondiale e del Fondo Monetario Internazionale. L'economia del paese sta beneficiando dei proventi derivanti dall'estrazione del petrolio nella zona del Doba meridionale. Nonostante numerose accuse di brogli, corruzione e persino il sospetto di avere un ruolo nell'assassinio di alcuni suoi avversari politici, Déby rimane tuttora alla guida del paese.

## Conflitto con il Sudan
A partire dal 2003, ondate di rifugiati iniziarono a entrare in Ciad dal Darfur, come conseguenza del conflitto in corso in quella regione del Sudan. Un susseguirsi di incidenti di confine nella zona ha portato il 23 dicembre 2005 alla dichiarazione da parte del governo del Ciad dello stato di guerra con il Sudan. Il governo del Ciad ha in particolare accusato il Sudan di sostenere militanti ribelli antigovernativi nel Ciad. Déby ha inoltre accusato il presidente del Sudan Omar Hasan Ahmad al-Bashir di cercare di "destabilizzare il nostro paese, condurre il nostro popolo alla miseria, creare disordine ed esportare la guerra dal Darfur al Ciad." Da allora si sono susseguiti numerosi scontri nel paese, incluso un tentativo dei ribelli di conquistare la capitale il 13 aprile 2006. Il conflitto interno al Ciad e fra il Ciad e il Sudan è ancora in corso.

## La fine dell'era Déby
Idriss Deby è morto il 20 aprile 2021 al fronte contro un gruppo ribelle del nord del Ciad.
Dopo la morte del presidente del Ciad, Mahamat Déby Itno assume la presidenza del Paese, contro il parere del gruppo armato Front pour l'alternance et la concorde au Tchad (FACT).